# Атепориг
Атепориг — галатский правитель в I веке до н. э.
О Атепориге сообщает в своей «Географии» Страбон, называя его «князем из тетрархова рода галатов». Атепоригу римляне передали укрепление Карану и основанный Помпеем Мегалополь. После смерти Атепорига в 3/2 году до н. э. эти территории вошли в состав провинции Pontus Galaticus.